# Stics
För spoken-word-kollektivet, se S.T.I.C.S
Stics är en akronym för Stockholm Institute of Communication Science. Stics är en utbildnings- och forskningsorganisation med säte i Stockholm. 
Stics bedriver forskning inom marknadsföring, marknadskommunikation och kommunikation. Aktuella forskningsområden med särskilt fokus omfattar; I) Consumer Complaint Behaviour vilket avser studiet av konsumenters beteenden i samband med icke tillfredsställande eller negativa erfarenheter vid konsumtion och II) Consumer Complaint Management vilket avser studiet av institutionella system samt Managementsystem för stöd syftandes till Consumer Experience Improvement och service recovery. Ett annat angeläget forskningsområde behandlar III) hur marknadskommunikation uppmärksammas och under vilka betingelser den uppmärksammas i olika kontexter eller miljöer. Särskild vikt fästs vid förståelsen av kognitiva processer vid mottagandet av kommunikation. En del av nyss nämnda forskning är inriktad mot IV) marknadskommunikation via digitala medier samt användandet av nya plattformar för informationsteknologi. 
Stics bedriver en mindre omfattande s.k. uppdragsforskning samt genomför utredningsuppdrag.
Stics utbildning består i dels uppdragsutbildningar anpassade till företag, dels s.k. öppna utbildningar. Alla utbildningar vid Stics utgår ifrån ämnesområdet marknadsföring.